# Kristinehamn (Gemeinde)
Koordinaten: 59° 19′ N, 14° 6′ O

Kristinehamn ist eine Gemeinde (schwedisch kommun) in der schwedischen Provinz Värmlands län und der historischen Provinz Värmland. Der Hauptort der Gemeinde ist Kristinehamn.

## Geographie
Die Gemeinde grenzt an den See Vänern.

## Orte
Folgende Orte sind Ortschaften (tätorter):
- Bäckhammar
- Björneborg
- Kristinehamn
- Ölme